# 沈湘
沈湘（1921年11月11日—1993年10月4日），男，天津人，中国男高音歌唱家、声乐教育家，中央音乐学院教授，中国音乐家协会理事，第七、八届全国政协委员，曾有“中国的卡鲁索”之称。

## 生平
沈湘是外科医生沈鸿翔之子，1921年11月11日生于天津市河北路86号，1933年考入天津市南开中学，跟随音乐教师徐剑生学习声乐，1937年因抗战爆发转入工商学院附中（今天津市实验中学）。1940年，沈湘有意报考上海国立音乐专科学校，但因父亲反对，只得报考燕京大学，其后在燕大选修音乐课，1941年因太平洋战争爆发而转入上海圣约翰大学，其后考入国立上海音乐院，先后师从苏联男低音歌唱家苏石林和德国犹太人女中音拉普，但高音学习并不理想，只得拜一名擅长高音的白俄裔水兵为师。
1944年，沈湘因拒绝参加为日伪募捐飞机的演出而被国立上海音乐院开除，其后向上海工部局乐队指挥梅百器求教，学习美声理论等。同年5月12日，沈湘在上海兰心大戏院举行独唱音乐会。1945年，沈湘毕业于上海圣约翰大学英国文学系，此后受赵梅伯邀请到国立北平艺术专科学校担任声乐教员，但后来得知北平艺专已不需招人，只得在北平军调处担任美方译员，后又在天津物资局储运科汽车零件汽油库担任库长，1947年到北平师范大学音乐系担任讲师，1949年又开始在北平艺专和燕京大学任教，同年与李晋玮结婚，因北平艺专被合并而调入中央音乐学院任教。
20世纪50年代末，受数次政治运动影响而多次险些被调离中央音乐学院的沈湘曾到北京西北郊太舟坞培育地瓜秧，并教授农村儿童唱歌，其间也多次到北京戏曲学校听课，以学习民族发声法。20世纪60年代初，沈湘在北京天坛医院耳鼻喉科进行了4年的嗓音治疗工作，1962年在北京音乐厅最后一次公开演出。由于曾在军调处给美军担任译员，沈湘在文化大革命初期被隔离审查，1970年随中央音乐学院学生下放到部队农场劳动，1972年经部队农场军代表调查发现并不存在“特务嫌疑”，遂被平反，但仍属于编外人员。
文化大革命结束后，恢复建制的中央音乐学院于1978年成立了歌剧系，沈湘也开始担任教研室主任，正式回归教学工作，1979年升为副教授，1982年升为教授。1986年，沈湘与当时即将退休的中央音乐学院医务室主任冯葆富共同开设艺术嗓音医学专业，1987年招收中国首位艺术嗓音医学专业研究生。1993年10月4日，沈湘因心脏病复发在北京逝世。